# Stefan Gebhardt

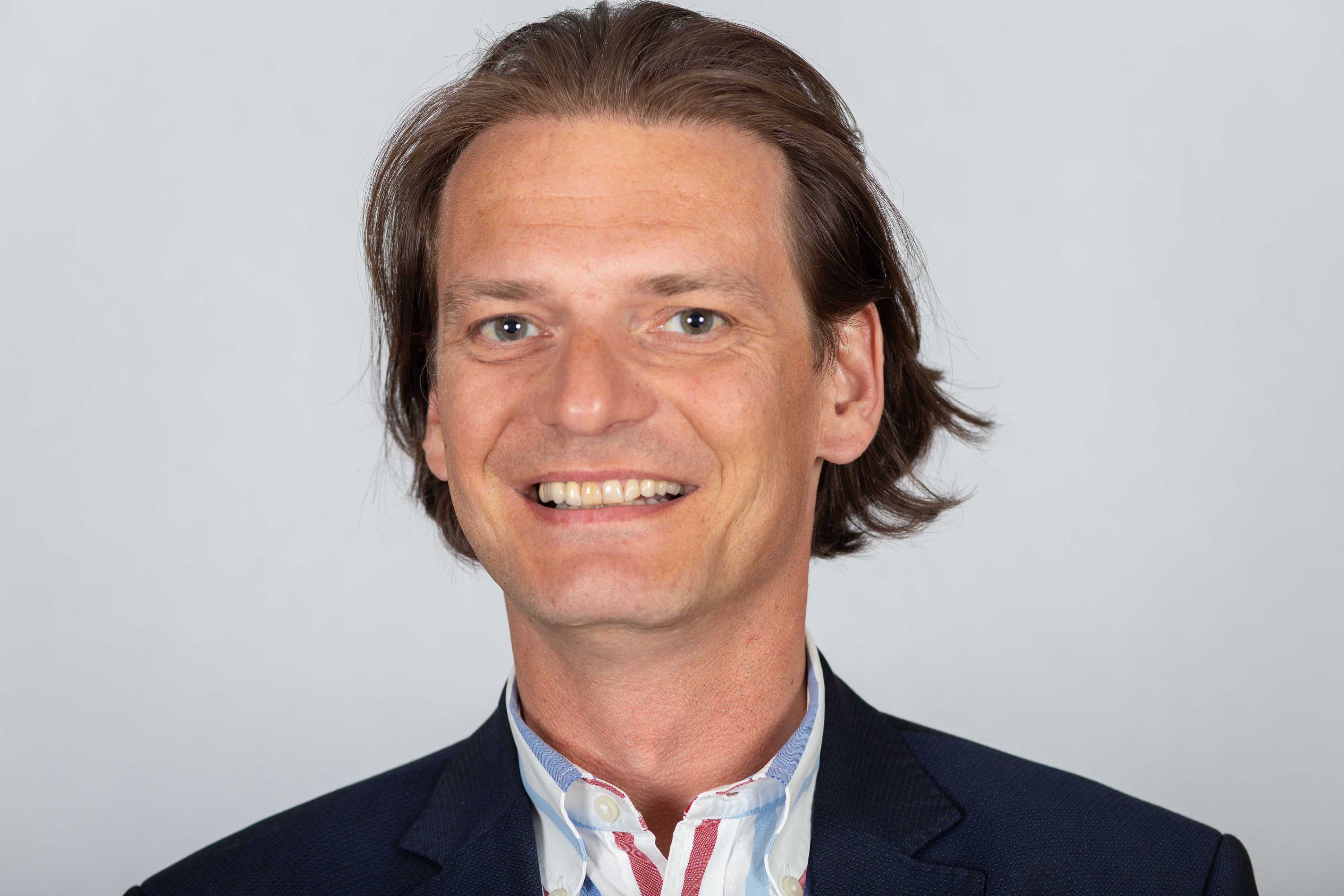
Stefan Gebhardt 2018

Stefan Gebhardt (* 5. März 1974 in Wippra, Kreis Hettstedt) ist ein deutscher Politiker (Die Linke). Er ist seit 1998 Abgeordneter im Landtag von Sachsen-Anhalt. Von 2019 bis 2023 war er Vorsitzender des Landesverbands Die Linke Sachsen-Anhalt.

## Leben und Beruf
Gebhardt besuchte die Polytechnische Oberschule und von 1990 bis 1992 das Gymnasium Hettstedt. Es folgte eine dreijährige Ausbildung zum Krankenpfleger im Kreiskrankenhaus Aschersleben. Nach dem Abschluss 1996 arbeitete Gebhardt bis 1998 an gleicher Stelle. Gebhardt ist verheiratet und Vater eines Kindes.
Neben seiner Parlamentarischen Arbeit ist er ehrenamtliches Mitglied in einer Reihe von Vereinen, darunter der Volkssolidarität Mansfelder Land, im Theaterzweckverband, im Verein „Freunde des Theaters“ e. V. und der Rosa-Luxemburg-Stiftung Sachsen-Anhalt.

## Politische Laufbahn
Gebhardt trat 1991 in die PDS ein. Innerhalb der Jugendorganisation seiner Partei (solid) übernahm er von 1994 bis 2004 den Posten als Sprecher der Linke-Jugend „Die ROTfüchse“ Hettstedt. Zudem war Gebhardt von 1994 bis 1998 Mitglied im PDS-Kreisvorstand Mansfelder Land. Von 1999 bis 2005 saß er als Kommunalpolitiker für die Partei im Hettstedter Stadtrat. Seit 2007 ist er Mitglied im Kreistag Mansfeld-Südharz.
Am 29. Juni 2019 wurde Gebhardt ohne Gegenkandidaten mit 69,5 Prozent der Stimmen zum Landesvorsitzenden der Linken Sachsen-Anhalt gewählt. Er übte das Amt bis August 2023 aus.
Er war von 2009 bis 2016 stellvertretendes Mitglied im ARD-Programmbeirat sowie Mitglied im Aufsichtsrat der Kulturwerk GmbH Mansfeld-Südharz.
In Vorbereitung auf die Landtagswahl 2021 erarbeitete er gemeinsam mit der Fraktionsvorsitzenden Eva von Angern ein Thesenpapier unter dem Titel „Nehmt den Wessis das Kommando!“, in dem Westdeutschen „Ausbeutung“ und eine „Unkultur der Verachtung“ vorgeworfen wird. Zuvor hatten die beiden gemeinsam ein Wahlplakat ebenfalls unter dem Slogan „Nehmt den Wessis das Kommando“ für die Landtagswahl vorgestellt, welches nicht nur von allen anderen Parteien, sondern auch innerparteilich kritisiert wurde.

## Abgeordneter
Gebhardt wurde bei der Landtagswahl 1998 über die Landesliste in den Landtag von Sachsen-Anhalt gewählt. Im April 2005 gab Gebhardt sein Mandat im Zuge eines staatsanwaltlichen Ermittlungsverfahrens zurück, das eingeleitet wurde, nachdem auf einem von ihm genutzten Rechner kinderpornographisches Material gefunden wurde. Das Verfahren wurde gegen Zahlung einer Geldauflage eingestellt. Seit der Landtagswahl 2006 ist Gebhardt wieder Mitglied des Landtages.
Er sitzt für seine Fraktion im Ausschuss für Bundes- und Europaangelegenheiten sowie Medien sowie im Ausschuss für Bildung und Kultur. Zudem ist er Mitglied im MDR-Rundfunkrat (Fernsehausschuss und Telemedienausschuss) und im ARD-Programmbeirat.